# Pierric
Pierric är en kommun i departementet Loire-Atlantique i regionen Pays de la Loire i nordvästra Frankrike. Kommunen ligger i kantonen Guémené-Penfao som tillhör arrondissementet Châteaubriant. År 2022 hade Pierric 1 011 invånare.

## Befolkningsutveckling
Antalet invånare i kommunen Pierric
| Referens: INSEE |